# Rantum Bassin
Rantum Bassin (på tysk Rantumbecken) er et 568 hektar stort indsø på friserøen Sild beliggende ved Stedum Bugt sydøst for øens hovedby Vesterland og nord for byen Rantum. Siden 1962 har det været et fuglebeskyttelsesområde. Administrativ hører området under Sild Kommune i Nordfrislands kreds i den nordtyske delstat Slesvig-Holsten.
Bassinet blev dannet i årene 1936 og 1937 for at skabe en landingsbane for militære vandflyvere. Til dette formål blev et cirka 570 hektar stort vadehavsområde inddiget ved hjælp af et cirka 5 kilometer lang dige. To pumpestationer skulle holde vandspejlet i bassinet på konstant niveau. Men den tekniske udvikling gjorde den maritime lufthavn imidlertid overflødig og efter tyskernes besættelse af Danmark blev planerne helt opgivet.
Efter 2. verdenskrig var det påtænkt, at afvande og omdanne bassinet til en kog med flere landbrugsdrifter. I stedet blev i årevis Vesterlands kloakvand ledt ud i bassinet. I 1962 blev området renatureret og omdannet til fuglereservatet. Med tiden opstod her store tilgroningsområder og saltenge, som blev til yngleplads for mere end 30 forskellige kystfuglearter. Rantumbassinet er siden 1968 anerkendt som europareservat. Selvom bassinet har siden 1936 været afskåret fra Nordsøen, er der en vis vandudveksling gennem en mindre sluse i diget (en sil). Sydøst for bassinet befinder sig siden 2006 et stort hotelkompleks. En 9 kilometer lang digevej fører omkring reservatet.